# NGC 4850
NGC 4850 (również PGC 44449) – galaktyka soczewkowata (S0), znajdująca się w gwiazdozbiorze Warkocza Bereniki. Odkrył ją Heinrich Louis d’Arrest 22 kwietnia 1865 roku. Jest to galaktyka aktywna.